# 1914 au cinéma
| Années du cinéma : 1911 - 1912 - 1913 - 1914 - 1915 - 1916 - 1917    |
| Décennies du cinéma : 1880 - 1890 - 1900 - 1910 - 1920 - 1930 - 1940 |

Cet article présente les faits marquants de l'année 1914 au cinéma.

## Événements
- Mars : incendie des studios et laboratoires Éclair de Fort Lee (États-Unis).
- Avril :
  - Cabiria de Giovanni Pastrone est la première super-production européenne. L'innovation de la caméra circulant sur des rails est à mettre au crédit de Segundo de Chomon, photographe espagnol. Le film dure trois heures.
  - Charles Chaplin crée et interprète le personnage de Charlot pour la première fois à l'écran.
- Projection à Londres du premier long métrage en couleurs Le Monde, la chair et le diable.
- Sortie du premier film hollywoodien, Le Mari de l'Indienne (The Squaw Man), réalisé par Oscar Apfel et Cecil B. DeMille.
- Le nombre de spectateurs au cours du mois de décembre s'élève à 788 000[Où ?], célébrant ainsi la réouverture des portes des cinémas, dès la fin de novembre.

## Principaux films de l'année
- 19 janvier : Pour gagner sa vie, premier film interprété par Charlie Chaplin.
- Janvier : L'Illustre Mâchefer, film de Louis Feuillade.
- Mars : Figures de cire, film de Maurice Tourneur.
- 18 avril : Cabiria, péplum de Giovanni Pastrone.
- 20 avril : Charlot et le chronomètre, premier film réalisé par Charlie Chaplin.
- 30 avril : Samson, film de J. Farrell MacDonald.
- Mai : Le Golem, film d’Henrik Galeen et de Paul Wegener.
- Août : The Oath of a Viking, film de J. Searle Dawley.
- 4 septembre : The Viking Queen, film de Walter Edwin.
- 7 septembre : Le Virginien, film de Cecil B. DeMille.
- 7 octobre :  Anna Karénine, film de Vladimir Gardine.
- 30 octobre : The Witch Girl, film de Walter Edwin.
- Octobre : Jules César, film d'Enrico Guazzoni.
- 16 novembre : La danza del diavolo, film italien de Giuseppe De Liguoro.

## Principales naissances
- 19 février : Jacques Dufilho, comédien français († 28 août 2005).
- 2 mars : Martin Ritt, réalisateur américain († 8 décembre 1990).
- 22 mars : Maria Kapnist, actrice soviétique († 25 octobre 1993).
- 2 avril : Alec Guinness, acteur britannique († 5 août 2000).
- 19 mai : Beverly Roberts, actrice américaine († 13 juillet 2009).
- 21 mai : Lilli Palmer, actrice allemande († 29 janvier 1986).
- 12 juin : Piotr Aleïnikov, acteur soviétique († 9 juin 1965).
- 31 juillet : Louis de Funès, acteur français († 27 janvier 1983).
- 31 août : Richard Basehart, acteur américain († 17 décembre 1984).
- 13 novembre : Henri Langlois, fondateur de la Cinémathèque française († 13 janvier 1977).